# 山形統括センター
山形統括センター（やまがたとうかつセンター）は、東日本旅客鉄道（JR東日本）東北本部の駅・運転士・車掌を所管する組織である。
2022年3月12日に山形、米沢の各駅、山形運輸区を統合して発足。

## 所管

### 駅
- 山形駅 - 所長所在駅
- 米沢駅
- 今泉駅

※ 上記は直営駅（有人駅）のみ記載
- 奥羽本線 : 板谷駅 - 袖崎駅
- 仙山線 : 面白山高原駅 - 楯山駅
- 米坂線 : 南米沢駅 - 今泉駅

### 乗務員
- 山形駅構内に設置（旧山形運輸区）
- 担当線区（運転士）
  - 奥羽本線（山形線）：福島駅〜新庄駅間
  - 米坂線：全線
  - 仙山線：全線

- 担当線区（車掌）
  - 奥羽本線（山形線）：米沢駅〜新庄駅間
  - 米坂線：全線（今泉〜坂町駅間は臨時行路・特改行路のみ）
  - 仙山線：全線
  - 陸羽西線：全線（臨時列車のみ）
  - 羽越本線：余目駅〜酒田駅間（陸羽西線直通の臨時列車のみ）
  - 優等列車 : 山形新幹線つばさ

## 歴史
- 2022年3月12日 - 山形統括センター（山形、米沢の各駅、山形運輸区の統合）が発足。

| スタブアイコン | サブスタブ | この項目は、まだ閲覧者の調べものの参照としては役立たない、鉄道に関連した書きかけの項目です。この項目を加筆・訂正などしてくださる協力者を求めています（P:鉄道/PJ:鉄道）。 |